# Гийом Лежан
Гийом Лежан (на френски: Guillaume Lejean) е френски пътешественик, дипломат, изследовател на Европа, Африка и Азия.

## Младежки години (1824 – 1856)
Роден е на 1 февруари 1824 година в Плуега Геран, Бретан, Франция, във фермерско семейство. Учи в Колеж дьо Франс в Париж под ръководството на историка Жул Микеле, където има възможност да се срещне с много студенти от Балканите. След дипломирането си работи като секретар на писателя и политик Алфонс дьо Ламартин и се интересува страстно от географията и пътуването.

## Изследователска дейност (1857 – 1871)
По поръчка на френското правителство в периода 1857 – 1858 Лежан проучва Балканския полуостров.
През 1860 е изпратен от император Наполеон ІІІ на експедиция до извора на Нил. Лежан тръгва от Кордофан и се качва по Бели Нил до Гондокоро, изследва от февруари до април 1861 река Бахър ал Газал, прави първата карта на района, и доказва, че реката не трябва да се смята за начало на Нил. През 1862 година става френски консул в Етиопия, но през 1863 година е изгонен от император Теодрос II. След пътешествие на север през Касала и земите на Билен през 1864 се завръща в Париж.
След завръщането си във Франция той насочва вниманието си към Европейска Турция и убеждава властите за необходимостта от надеждни карти на Югоизточна Европа. През 1865 Лежан отива на пътешествие в Мала Азия, Месопотамия и в областите по река Инд до Кашмир. През 1867 продължава проучванията си в Европейска Турция, като пресича Балканския полуостров от Адриатическо до Черно море и доказва съществуването на планината Средна гора, южно от Стара планина.
За своите шестгодишни пътувания на Балканите (1857 – 1858; 1867 – 1870), той събира материал за голяма карта от 49 листа, от която завършва 20. Освен това Лежан пише „Етнография на Европейска Турция“ (Ethnographie de la Turquie d'Europe), придружена с етническа карта, която излиза през 1861 година, и в която описва народите, населяващи полуострова.
Умира на 1 февруари 1871 година в родното си място на 47-годишна възраст.

## Трудове
- Voyage de M. Guillaume Lejean dans l'Afrique Orientale, 1860, Paris, L.Hachette et Cie., 1861.
- Ethnographie de la Turquie d'Europe/Ethnographie der Europäischen Türkei. Petermann’s Mitteilungen, 1861
- Voyage aux deux Nils. Paris, 1865 – 68
- Théodore II, le nouvel empire d'Abyssinie et les intérèts francais. Paris, 1865
- Voyage en Bulgarie, 1867, Le Tour du monde, vol. 26, 1873